# Geschiedenis 24

Logo van Geschiedenis 24

Geschiedenis 24 was een van de digitale themakanalen van de NPO, verzorgd door de VPRO. Geschiedenis 24 toonde 24 uur per dag historische documentaires en reportages over de historische actualiteit. Veel van deze programma's komen uit de archieven van de Publieke Omroep, daarnaast herhaalde het kanaal ook afleveringen van Andere Tijden) en historische series zoals In Europa, Het Verleden van Nederland en De Oorlog. Geschiedenis 24 was onderdeel van de Geschiedenisafdeling van de VPRO en de NPS, dat nu NTR heet, waar ook de televisieprogramma's Andere Tijden en Andere Tijden Sport, het radioprogramma OVT en de website /Geschiedenis onder valt. Het digitale themakanaal produceerde ook eigen programma's, zoals een reeks korte films over de Nederlandse geschiedenis onder de noemer Plaats van Herinnering. Filmpjes over onder andere de Opstand der Georgiërs, de Hells Angels, het einde van Veronica als zendschip en muziekcentrum Vredenburg in Utrecht komen aan bod.
Het kanaal is gestart op 6 februari 2005 en zond uit via digitale pakketten, zowel op de kabel als op de satelliet. Het was ook via internet beschikbaar.

## Einde
Op 31 maart 2012 om 0.00 uur stopte de zender. De zender stopte wegens een herindeling van de digitale themakanalen. Eind 2012 mag de Publieke Omroep maar 8 digitale zenders hebben in plaats van 12. De rol van themakanaal Geschiedenis 24 wordt (deels) overgenomen door Holland Doc 24.